# Fosses de Paterna
Les Fosses de Paterna sont un ensemble de fosses communes situées dans le cimetière de Paterna, dans la Communauté valencienne, en Espagne.
Le lieu est aujourd'hui un mémorial dédié aux victimes de la répression durant la dictature de Franco.

## Histoire
Durant la guerre d'Espagne (1936-1939), la ville de Paterna reste loyale envers la République. Après la victoire des nationalistes en 1939, les murs du cimetière de Paterna sont le théâtre du massacre de plus de 2000 républicains espagnols, exécutés entre 1939 et 1956.
Le régime franquiste aménage des fosses communes pour enterrer les corps de 2 238 personnes, réparties entre les fosses 65 et 135. Le lieu est surnommé, de ce fait, El Terrer ou La Paredassa d'Espanya.
94 % des victimes sont originaires du pays valencien.
Le site memoriahistorica donne la liste des victimes, la date de leur assassinat et le numéro de la fosse où chacun a été enterré.

## Postérité
Haut lieu du souvenir de l'histoire de la guerre d'Espagne, le lieu est aujourd'hui doté d'un mémorial, où se déroulent de nombreuses cérémonies commémoratives.